# Materiały robotyczne
Materiały robotyczne to przede wszystkim materiały kompozytowe, które łączą wyczuwanie, uruchamianie, obliczenia i komunikację w powtarzalnym lub amorficznym wzorze. Materiały robotyczne można uznać za metamateriały obliczeniowe, ponieważ rozszerzają oryginalną definicję metamateriału jako „makroskopowego kompozytu posiadającego wytworzoną przez człowieka, trójwymiarową, okresową architekturę komórkową zaprojektowaną w celu wytworzenia zoptymalizowanej kombinacji, niedostępnej w naturze, dwóch lub więcej odpowiedzi na określone pobudzenie” będąc w pełni programowalnymi. Oznacza to, że w przeciwieństwie do konwencjonalnego metamateriału, związek między określonym wzbudzeniem a odpowiedzią jest regulowany przez wyczuwanie, uruchamianie i program komputerowy, który implementuje pożądaną logikę.

## Historia
Idea tworzenia materiałów, w których osadzone są obliczenia jest ściśle związana z koncepcją programowalnej materii, terminem ukutym w 1991 przez Toffoli i Margolus, opisującym gęste tablice elementów obliczeniowych, które mogłyby rozwiązywać złożone symulacje systemów materiałowych przypominające elementy skończone, a następnie rozwiniętym w celu opisania klasy materiałów składających się z identycznych, ruchomych elementów konstrukcyjnych, znanych również jako katomy, które są w pełni rekonfigurowalne, dzięki czemu materiały mogą dowolnie zmieniać swoje właściwości fizyczne.
Materiały zrobotyzowane opierają się na oryginalnej koncepcji materii programowalnej, ale koncentrują się na właściwościach strukturalnych osadzanych polimerów nie twierdząc że ich właściwości są uniwersalne. Tutaj termin „robotyczny” odnosi się do zbiegu wyczuwania, uruchamiania i obliczania i został przedstawiony przez Nikolausa Corrella i jego studentów w artykule Science „Materiały, które łączą wykrywanie, uruchamianie i obliczanie”.

## Zastosowanie
Materiały robotyczne pozwalają na odciążenie obliczeń wewnątrz materiału, w szczególności przetwarzanie sygnału, które powstają podczas aplikacji wykrywania o dużej szerokości pasma lub kontroli sprzężenia zwrotnego, która jest wymagana przez drobnoziarniste rozproszone uruchamianie. Przykłady takich zastosowań obejmują kamuflaż, zmianę kształtu, równoważenie obciążenia i skórki zrobotyzowane, a także wyposażanie robotów w większą autonomię poprzez odciążanie niektórych procesów przetwarzania sygnału i elementów sterujących w materiale, tworząc „materiały, które czynią roboty inteligentne”

## Wyzwania badawcze
Badania nad materiałami robotycznymi obejmują zarówno poziom urządzeń i ich produkcję, jak i rozproszone algorytmy, które wyposażają materiały zrobotyzowane w inteligencję. Jako taki przecina pola materiałów kompozytowych, sieci czujników, algorytmów rozproszonych, a ze względu na skalę obliczeń, inteligencji roju. W przeciwieństwie do każdej indywidualnej dziedziny, projekt struktury, czujniki, siłowniki, infrastruktura komunikacyjna i rozproszone algorytmy są ze sobą ściśle powiązane. Na przykład właściwości materiałowe materiału konstrukcyjnego będą miały wpływ na to, jak sygnały, które mają być wyczuwane, rozchodzą się po materiale, w jakiej odległości należy rozmieścić elementy obliczeniowe i jakie przetwarzanie sygnału należy wykonać. Podobnie właściwości strukturalne są ściśle związane z faktycznym osadzaniem infrastruktury komputerowej i komunikacyjnej. Uchwycenie tych efektów wymaga zatem interdyscyplinarnej współpracy między materiałami, informatyką i robotyką.